# 熊本拉麵

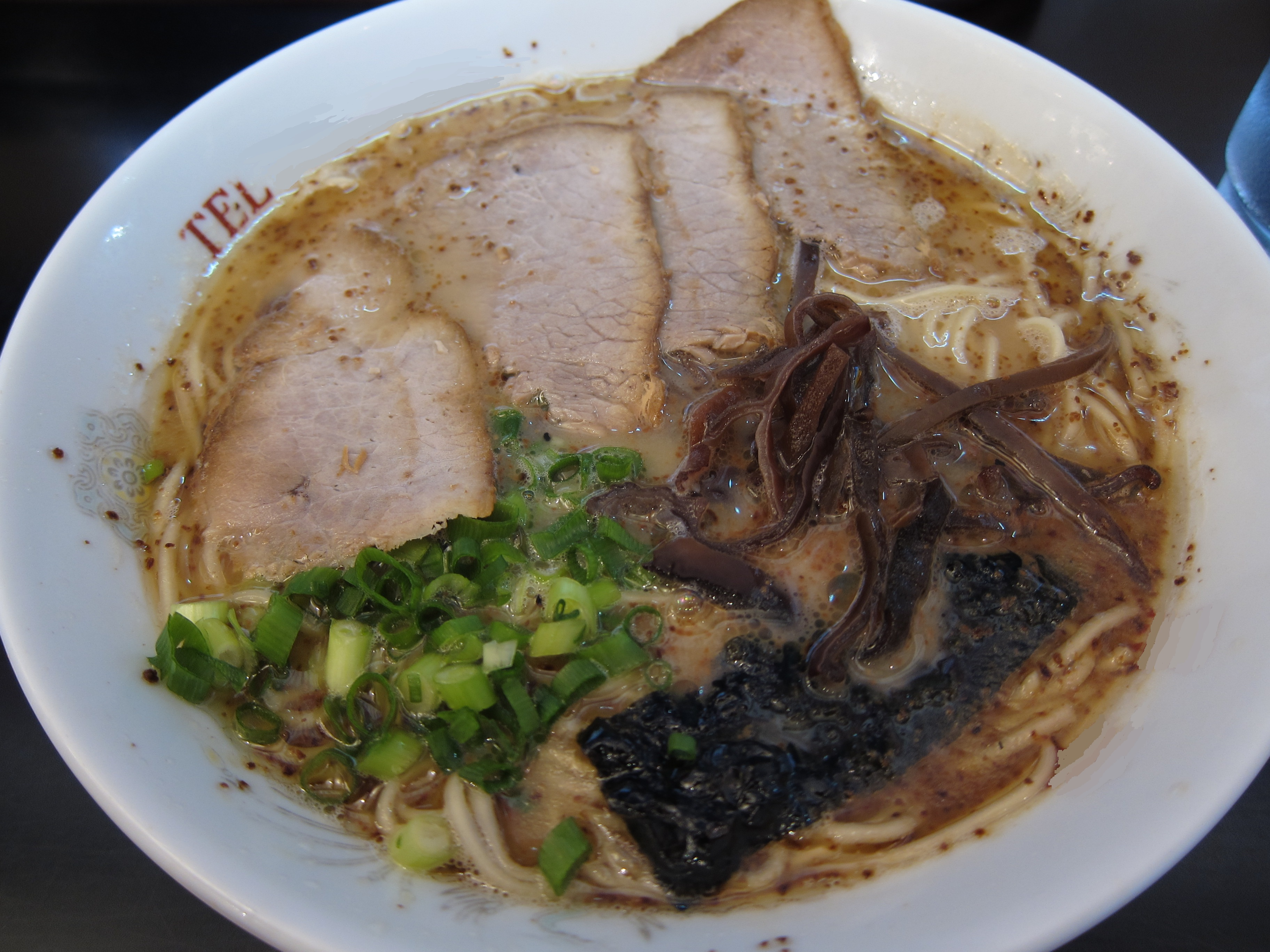
熊本拉面

熊本拉面是以熊本县熊本市为中心制作的猪骨拉面。

## 概述
熊本拉面是从猪骨拉面的发源地福冈县久留米市，流传到熊本县玉名市，再到熊本市及其周边地区的一种拉面。与玉名拉面和博多拉面（长滨拉面）相比，它使用较粗的面条，特点是在汤里添加了鸡骨头（详情请参阅#Features ）。

## 特征
熊本拉面的汤使用猪骨和鸡骨，但有很多餐馆只用猪头骨做汤。它的另一个特点是在汤里加入炸蒜片、麻油（炸大蒜的油，并非芝麻油）和炸蒜。 因此，与猪骨味浓郁的博多拉面相比，它的味道更加醇厚。 
熊本拉面与久留米拉面和玉名拉面最大的区别是汤头是当天用完的，不会混入到第二天的汤头中。这抑制了所谓的“猪骨臭味” 。
制作方法为使用含水量低的中粗直面条，煮至稍硬 。
食材包括台式煮鸡蛋 、木耳 、叉烧肉、面麻、葱花、豆芽、紫菜等，部分食材包括红烧肉、白菜、芥菜等。根据商店的不同，可能会使用红姜或生大蒜。

### 引用
1. 1 2 3  大崎 2011，第213頁.
2. 1 2  奥山 2003，第86-87頁.
3. ↑  大崎 2011，第214頁.

### 书目
- 大崎裕史.  . 日本経済新聞出版社. 2011. ISBN 978-4532260811.
- 奥山忠政.  . 明石書店. 2003. ISBN 978-4750317922.